# Eremurus nuratavicus
Eremurus nuratavicus är en grästrädsväxtart som beskrevs av Michael Kuzmich Khokhrjakov. Eremurus nuratavicus ingår i släktet Eremurus och familjen grästrädsväxter. Inga underarter finns listade i Catalogue of Life.